# Ernest André (banquier)
Pour les articles homonymes, voir Ernest André et André.
Pour les autres membres de la famille, voir Famille André.
César Ernest André, né le 28 octobre 1803 à Paris et mort le 16 février 1864 à Paris 10e, est un banquier et homme politique français.

## Biographie
Issu d’une famille protestante de la haute bourgeoisie nîmoise, Ernest est le fils de Dominique André et de Mira Rivet. En 1832, il épouse Louise Cottier (†1835), fille de François Cottier, régent de la Banque de France, puis Aimée Gudin, fille du général-comte Charles Étienne Gudin. Un fils, Édouard André (1833-1894), naîtra de cette première union.
Ernest André est associé à la Banque André de 1835 à 1842 et directeur de la Caisse d'épargne en 1859. Il contribue à la création de la commune du Vésinet et est l'un des souscripteurs de la Compagnie du chemin de fer Grand-Central de France lors de sa création. Il est membre du premier conseil d'administration du Crédit mobilier et du conseil supérieur de la Société du Prince Impérial. Prenant part à la création de la Compagnie du chemin de fer de Paris à Orléans, il en est administrateur.
Il acquiert le château de Rentilly à Isaac Thuret en 1846.
Il est élu député le 22 juin 1857 (Quatrième circonscription du Gard). Élu avec l'appui du gouvernement, il vote à la Chambre avec la majorité impérialiste. Il est réélu dans la même circonscription le 1er juin 1863.
En 1856, il achète aux héritiers de la comtesse Dupont de l’Étang le magnifique hôtel de Beauvau, rue du Faubourg-Saint-Honoré, qu’il entreprend de faire luxueusement restaurer par l’architecte Jean-Baptiste Pigny. Il agrandit également la propriété en achetant un terrain adjacent. Mais, dès 1859, avant même l’achèvement des travaux, il revend le bâtiment à l’État.

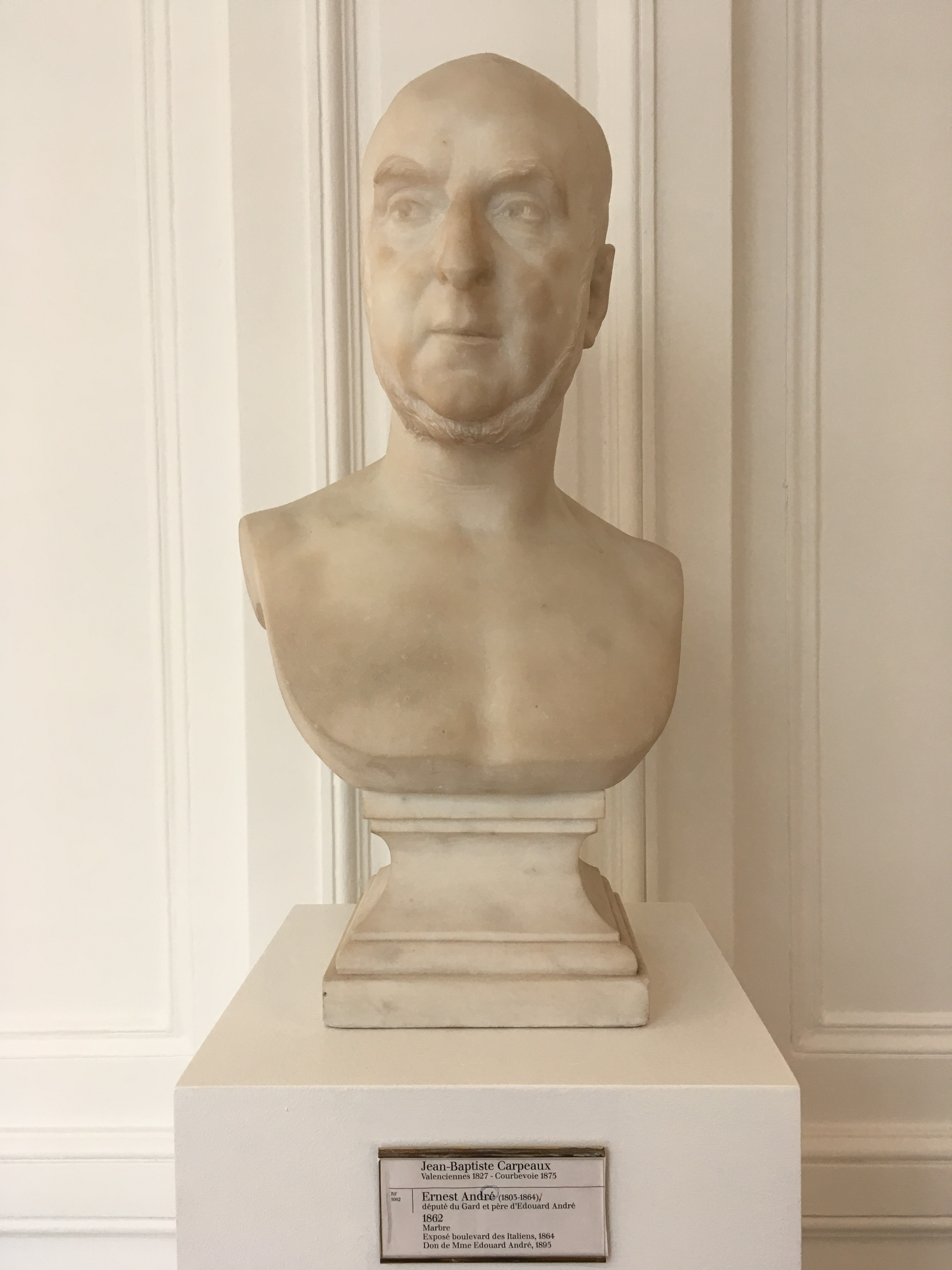
Buste d'Ernest André, par Carpeaux.

Il fait construire à Vichy la villa Therapia, dans le prolongement des chalets de Napoléon III ; elle est aujourd'hui détruite.